# Marie Rivière
Marie Rivière (22 de dezembro de 1956) é uma atriz francesa.